# Leptogenys occidentalis
Leptogenys occidentalis é uma espécie de formiga do gênero Leptogenys, pertencente à subfamília Ponerinae.